# Super Gangster (Extraordinary Gentleman)
Super Gangster (Extraordinary Gentleman) è il terzo album in studio del rapper statunitense Styles P, pubblicato nel 2007.

## Tracce
1. Intro – 0:41
2. Blow Ya Mind (featuring Swizz Beatz) – 3:34
3. Let's Go (featuring Ray J) – 4:16
4. Alone In The Street – 3:42
5. In It To Win It (featuring Bully) – 4:29
6. All I Know Is Pain (featuring The Alchemist) – 3:44
7. Got My Eyes on You (featuring Akon) – 3:52
8. Green Piece of Paper – 3:38
9. Holiday (featuring Max B) – 2:59
10. Look At Her – 2:47
11. Da 80's – 2:38
12. Interlude 1 (performed by Tony Roberts) – 1:05
13. Shoot Niggas (featuring Raw Buck) – 3:44
14. Super Gangster – 2:52
15. Star of the State (featuring Ghostface Killah) – 3:28
16. U Ain't Ready 4 Me (featuring Beanie Sigel) – 3:00
17. Interlude 2 (performed by Tony Roberts) – 0:37
18. Gangster, Gangster (performed by The L.O.X.) – 4:03
19. Cause I'm Black (featuring Black Thought) – 3:06